# エドワード・ヨードン

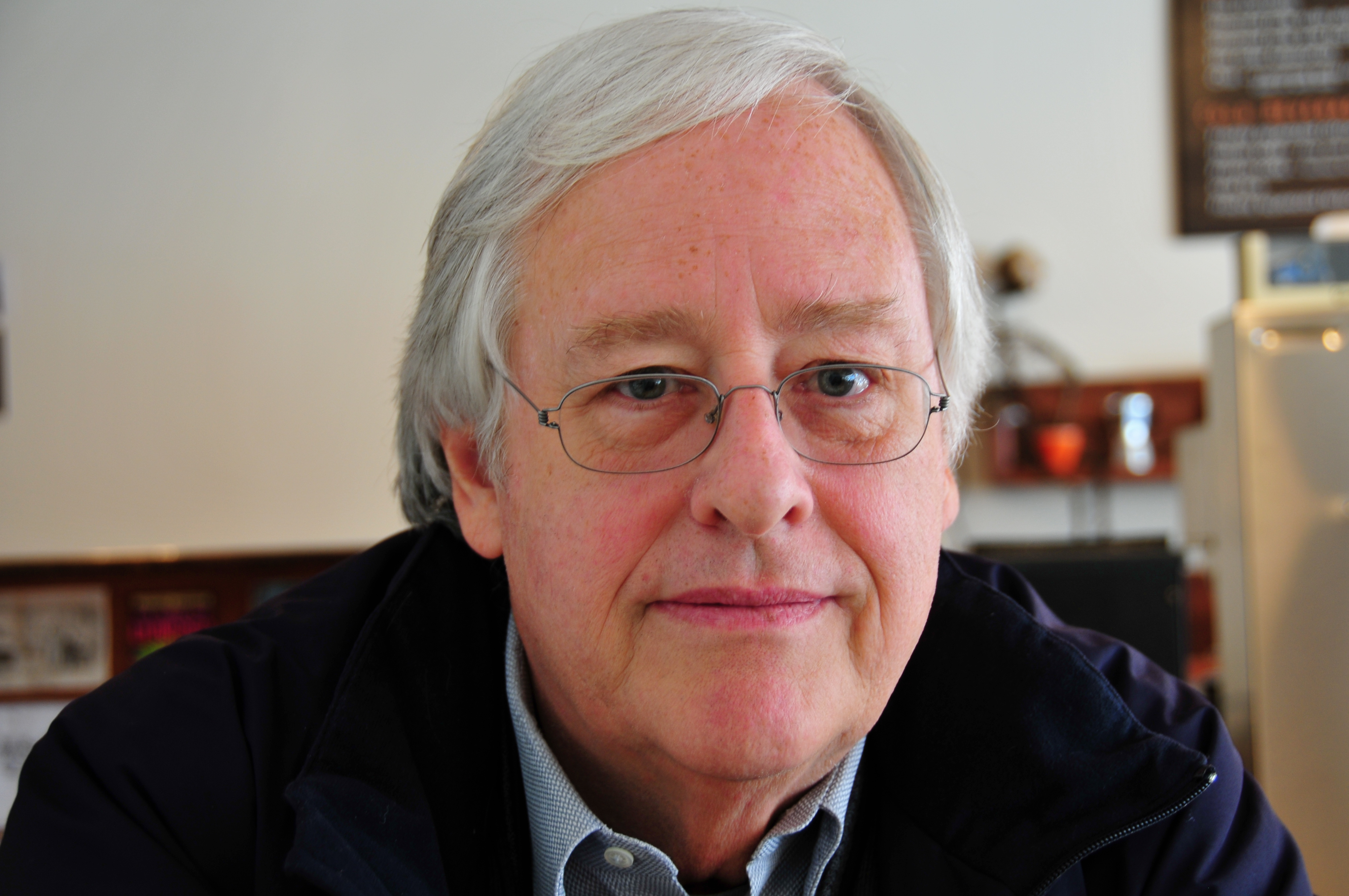
エドワード・ヨードン(2008年撮影)

エドワード・ヨードン（Edward Nash Yourdon, 1944年4月30日 - 2016年1月20日）はアメリカ合衆国のコンピュータ・コンサルタント、作家、講師。構造化プログラミングにおけるソフトウェア開発手法の先駆者として知られ、コンピュータ関連コンサルティング会社、NODRUOY Inc.のCEOも務める。

## 略歴
マサチューセッツ工科大学を卒業し、1965年に理数学士を取得している。1967年から今まで550以上の技術記事を書き、また著者/共著として27冊の著書がある。
1970年代のソフトウェアの構造化システム分析及び設計手法（Structured Systems Analysis and Design Method:SSADM）の分野におけるさきがけ的な存在である。彼はプロジェクト管理、ソフトウェア工学手法、そしてWeb 2.0の開発分野における専門家として国際的に有名である。
1970年代における構造化分析・設計手法の先駆者として、またオブジェクト指向分析・設計手法のヨードン・ホワイトヘッド手法、そして有名なコード・ヨードンオブジェクト指向メソッドの共同開発者として1980年代後半から1990年代にかけて広く知られている。
雑誌"American Programmer magazine"を主宰（今は"Cutter IT Journal"というタイトルになっている）。『ソフトウェア管理の落とし穴』（原題:"Decline and Fall of the American Programmer"）はベストセラーとなった。
また、コンピュータ業界におけるデスマーチという概念を著書により定義した人物としても知られる。
1997年6月、彼はチャールズ・バベッジ、シーモア・クレイ 、ジェームズ・マーティン (en) 、グレース・ホッパー、ジェラルド・ワインバーグ、ビル・ゲイツとともにコンピューター殿堂入りした。
1999年12月に"The Journal of Defense Software Engineering"の対談記事において、ソフトウェア分野における著名な功績のある10人のうちの1人に選ばれた。
1990年代の後期、彼は2000年問題は文明の破綻、または少なくとも景気の停滞や技術分野へ広範囲における影響を引き起こすと主張する主要な論客の一人であった。この問題について啓蒙するため (そして来るべき危機に備えるためのアドバイスとして) 数冊の本と、少なくとも1本のビデオを出している。しかしながら彼の現在のウェブサイトにはこのことについてほとんど書かれていない。彼の予言として書かれた "Time Bomb 2000" (Prentice Hall PTR) はベストセラーとなった。

## 著書
- 『デスマーチ―なぜソフトウエア・プロジェクトは混乱するのか』、松原友夫・山浦恒央訳、シイエム・シイ (2001年) ISBN 4-901280-37-6
- 『デスマーチ第2版ソフトウエア開発プロジェクトはなぜ混乱するのか』、松原友夫・山浦恒央訳、日経BP社 (2006年) ISBN 4-8222-8271-6
- 『ソフトウェア管理の落とし穴』、松原友夫訳、新紀元社 (2004年) ISBN 4-7753-0309-0
- 『プログラマーの復権』、松原友夫訳、新紀元社 (2004年) ISBN 4-7753-0308-2
- 『オブジェクト指向設計「OOD」 Coad/Yourdonメソッド』、P・コード との共著 / 小畑喜一 (訳) 、吉田誠 (訳) 、中川耕一 (訳) 、プレンティスホール出版、トッパン、1995年、ISBN 978-4931356054
- 『オブジェクト指向分析 (OOA) 第2版』、P. コード との共著 / 羽生田栄一 (監訳) 、富士ゼロックス情報システム株式会社 (訳) 、トッパン、1993年、ISBN 978-4810185133